# Podlesie (powiat olkuski)
Podlesie  (też: Podlesie Rabsztyńskie) – wieś w Polsce położona w województwie małopolskim, w powiecie olkuskim, w gminie Olkusz.
W latach 1975–1998 miejscowość położona była w województwie katowickim.